# Esther Porcelijn
Esther Eva Porcelijn (Amsterdam, 1 november 1985) is toneelspeler, theatermaker en dichter.

## Biografie
Porcelijn was tussen 2011 en 2013 de stadsdichter van Tilburg. Ze studeerde aan de Toneelacademie Maastricht en studeert nu filosofie aan de Universiteit van Tilburg.
In 2009 en 2011 speelde ze met het theatergezelschap De Utrechtse Spelen het stuk De ingebeelde zieke samen met onder anderen Loes Luca, Paul Kooij en Tjitske Reidinga onder de regie van Jos Thie.
Ook maakt ze voorstellingen met haar eigen theatergroep FRANSJE. Hiermee speelt ze door het land, onder andere op de zomerfestivals en het Fringe-festival. In 2013 is FRANSJE genomineerd voor de Dioraphte Stimuleringsprijs in de categorie theater.
Zowel in 2011 als 2012 was Porcelijn te zien op het TilT literatuurfestival te Tilburg als afsluiter van de Boekenweek.
Haar gedichten en verhalen zijn verschenen in Brabant Literair, Tijdschrift Strak en Hollands Maandblad. In 2013 won zij voor haar gedichten de Hollands Maandblad aanmoedigingsbeurs in de categorie poëzie. Op 26 september 2013 werd haar debuutbundel De keren dat ik verwaai gepresenteerd door uitgeverij teleXpress.
Voor de Joodse Omroep bezocht ze in programma Zoek de verschillen de Amerikaanse Chabad-Lubavitch-beweging, de grootste Joodse gemeenschap in de diaspora. Het is deze aflevering dat de prijs voor de beste levensbeschouwelijke tv-productie wint, zowel de vakjuryprijs als de publieksprijs. In 2020 presenteerde ze Vraag het een rabbijn dat werd geproduceerd door de Joodse redactie van de EO.
Porcelijn is een terugkerende gast in de YouTube-serie De snijtafel.

## Persoonlijk
Esther is de dochter van dirigent David Porcelijn.